# العلاقات اللوكسمبورغية المالطية
العلاقات اللوكسمبورغية المالطية هي العلاقات الثنائية التي تجمع بين لوكسمبورغ ومالطا.

## مقارنة بين البلدين
هذه مقارنة عامة ومرجعية للدولتين:
| وجه المقارنة                                              | لوكسمبورغ                                                     | مالطا                                                     |
| --------------------------------------------------------- | ------------------------------------------------------------- | --------------------------------------------------------- |
| المساحة (كم2)                                             | 2.59 ألف                                                      | 316                                                       |
| عدد السكان (نسمة)                                         | 599.45 ألف                                                    | 465.29 ألف                                                |
| الكثافة السكانية (ن./كم²)                                 | 231.45                                                        | 147.24 ألف                                                |
| العاصمة                                                   | لوكسمبورغ                                                     | فاليتا                                                    |
| اللغة الرسمية                                             | اللغة اللوكسمبورغية، لغة فرنسية، اللغة الألمانية              | اللغة المالطية، لغة إنجليزية                              |
| العملة                                                    | يورو، فرنك لوكسمبورغ                                          | يورو، ليرة مالطية                                         |
| الناتج المحلي الإجمالي (بليون دولار)                      | 62.40 مليار                                                   | 12.54 مليار                                               |
| الناتج المحلي الإجمالي (تعادل القوة الشرائية) بليون دولار | 58.13 مليار                                                   | 14.68 مليار                                               |
| الناتج المحلي الإجمالي الاسمي للفرد دولار أمريكي          | 101.45 ألف                                                    | 22.60 ألف                                                 |
| الناتج المحلي الإجمالي للفرد دولار أمريكي                 | 101.93 ألف                                                    |                                                           |
| مؤشر التنمية البشرية                                      | 0.892                                                         | 0.839                                                     |
| رمز المكالمات الدولي                                      | +352                                                          | +356                                                      |
| رمز الإنترنت                                              | .lu                                                           | .mt                                                       |
| المنطقة الزمنية                                           | توقيت وسط أوروبا، ت ع م+01:00، ت ع م+02:00، أوروبا/لوكسمبورج ‏ | توقيت وسط أوروبا، ت ع م+01:00، ت ع م+02:00، أوروبا/مالطا ‏ |

## مدن متوأمة
في ما يلي قائمة باتفاقيات التوأمة بين مدن لوكسمبورغية ومالطية:
- ترتبط Niederanven [الإنجليزية]‏ مع مارساسكالا باتفاقية توأمة.

## منظمات دولية مشتركة
يشترك البلدان في عضوية مجموعة من المنظمات الدولية، منها:
| علم المنظمة | اسم المنظمة                               | تاريخ انضمام لوكسمبورغ | تاريخ انضمام مالطا |
| ----------- | ----------------------------------------- | ---------------------- | ------------------ |
|             | المركز الدولي لتسوية المنازعات الاستشارية | 29 أغسطس 1970          | 3 ديسمبر 2003      |
|             | منظمة الأمن والتعاون في أوروبا            | 25 يونيو 1973          | 25 يونيو 1973      |
|             | الاتحاد الأوروبي                          | 25 مارس 1957           | 1 مايو 2004        |
|             | مجموعة الموردين النوويين                  | ?                      | ?                  |
|             | مؤسسة التمويل الدولية                     | 4 أكتوبر 1956          | 1 يونيو 2005       |
|             | الاتحاد البريدي العالمي                   | ?                      | ?                  |
|             | مجلس أوروبا                               | ?                      | ?                  |
|             | البنك الدولي للإنشاء والتعمير             | 27 ديسمبر 1945         | 26 سبتمبر 1983     |
|             | منظمة التجارة العالمية                    | ?                      | ?                  |
|             | منظمة حظر الأسلحة الكيميائية              | ?                      | ?                  |
|             | الفريق المعني برصد الأرض                  | ?                      | ?                  |
|             | مجموعة أستراليا                           | 1985                   | 2004               |
|             | المنظمة الأوروبية لسلامة الملاحة الجوية   | 1960                   | 1989               |
|             | الأمم المتحدة                             | 24 أكتوبر 1945         | 1 ديسمبر 1964      |
|             | منظمة الشرطة الجنائية الدولية             | ?                      | ?                  |
|             | وكالة ضمان الاستثمار متعدد الأطراف        | 29 أغسطس 1991          | 12 سبتمبر 1990     |
|             | يونسكو                                    | 27 أكتوبر 1947         | 10 فبراير 1965     |
|             | الاتحاد الدولي للاتصالات                  | 2 مارس 1866            | 1965               |

## وصلات خارجية
- موقع وزارة الخارجية اللوكسمبورغية
- موقع وزارة الخارجية المالطية